# Бекташијство
Бекташи су дервишки ред чија су веровања сачињена од различитих елемената народне вере, од шаманизма до верских схватања балканских народа, а поседује чак и неке елементе хришћанства. Бекташијство је у Османском царству значајно утицало на турски друштвени и културни живот, захваљујући свом народном обележју.
Настало је као један од суфијских покрета који су се са Блиског истока ширили у Анадолији, у другој половини 13. века. Назив је добило по Хаџи-Бекташу, који се слави као први светац заштитник, а други је Балим Султан, који је систематизовао учење и стандардизовао основне ритуале. Од краја 14. века бекташијски ред се учврстио међу јањичарима. У 17. и 18. веку је постао један од најутицајнијих дервишких редова, чија је главна сврха била исламизација новоосвојених земаља. Османска централна власт му је пружала политичку подршку све до 1826. када је Мухамед II законом укинуо јањичаре и забранио бекташизам. Оно је наставило да постоји на територијама које се нису налазиле под директном управом централне османске власти. У последњој четвртини 19. века се развило у независну верску заједницу, те постало један од стубова албанског националног покрета на просторима јужне и централне Албаније.
Бекташки дервишки ред данас представља четврту по величини верску заједницу у Албанији, а делује и на просторима насељеним Албанцима у суседним земљама.

## Доктрине
Бекташизам као верско учење се уобличавало током 13. и 14. века, као мешавина шаманизма из туркменских племена из Хорасана и разних веровања присутних међу руралним становништвом на просторима Анадолије. У почетку није имало дефинисану теологију, због чега је било подложно локалним утицајима. У 16. веку учење је попримило шиитско алевитски карактер.
У теолошком смислу, бекташизам прихвата доктрину муршида, доктрину четири капије, доктрину поштовања тројства и доктрину дванаест имама и четрнаест невиних.
Према бекташизму, муршид је свештено лице и духовни вођа или медијатор између верника и Бога. Налази се у хијерархијском смислу изнад верника, али је инфериорнији од Бога, односно муршид је пут којим ученик достиже Бога.
Доктрина четири капије сагледава однос између четири елемента: шеријата, односно изворног исламског закона, тариката, односно пута, плана, методе и режима реда, хакика, односно истине или непосредног искуства суштине стварности и марифета, односно мистичне спознаје Бога, која се ретко достиже и више спада у пут посланика, пророка и мудраца. Према бекташијском учењу, Бог је четири капије открио Адаму, преко анђела Гаврила.
Тројство се огледа у поштовању Бога, Мухамеда и Алије, као једне тајне. Бекташи осим тога, у Алији виде јединог легитимног наследника Мухамеда.
Поштовање дванаест имама се састоји из слављења свих имама од Алије до Мухамеда ал Махдија (Muhammad ibn al-Hasan). Дванаест имама, према бекташијском веровању, између осталог представљају излечење душе од дванаест зала: таме, заборавности, греха, неодољивог укуса, безнадежности, лепе одеће, обожавања животиња, ароганције, жеље за осветом, нестрпљења, туге због неуспеха и заборавности Бога. Такође се слави четрнаесторо мале деце која су мучена, а неколицину су и убили сунитски муслимани.
Временом је бекташизам усвојио и филозофију хуруфизма, односно извесну кабалистичку доктрину која се огледа у симболичком значењу бројева и речи. Хуруфизам је филозофски покрет настао у Ирану током 14. века, који Бога, универзум, молитве, ходочашћа и чак тумачење Курана паралелно приказује преко двадесет осам (персијски алфабет) и тридесет два слова (арапски алфабет).
Под утицајем хришћанства, бекташијско учење је прихватило и поштовање светаца. Светац је према овом учењу пример савршеног човека, који се, својим начином живота и великом побожношћу, у највећој могућој мери приближио Богу.

## Хијерархија
Места окупљања бекташа су текије, као и код осталих дервишких редова. Бекташијска заједница се састоји из више нивоа:
- ашик (у слободном преводу онај који воли) — део популације који симпатизира учење, и који би једном могли да постану припадници реда
- мухиб (у слободном преводу нежан пријатељ) — део популације који је прешао кроз ритуал иницијације и може да присуствује верским обредима
- дервиш — део популације у потпуности посвећен религиозном животу. Разликују се дервиши који су у целибату и они који нису.
- баба — управник текије, који се стара о верским и животним потребама верника. Између осталог, обавља венчања и погребне обреде, слуша исповести и благосиља новорођенчад.[6]
- деде — у слободном преводу деде значи отац. Представља највиши чин бекташијског реда. То је духовни поглавар који је обитавао у текији изграђеној крај Хаџи-Бекташевог гроба.[6]

## Ритуали
Бекташијски одреди су постојали на подручју данашње Албаније, Македоније, Косова, јужне Србије, Црне Горе, Херцеговине, Босне и Грчке.
Бекташизам је био важан елемент ширења ислама међу хришћанским становништвом на Балкану и помогао је превазилажењу великог јаза између хришћана и муслимана.
Према свим другим религијама је био толерантнији и није присиљавао становништво на вршење исламских ритуала, као што су церемонијална молитва и пост. Бекташизам не практикује канонске ритуале. Не налаже молитву пет пута дневно у одређено време, нема поста у току Рамазана, нити верује у неопходност ходочашћа у Меку. Могуће је конзумирање вина, као и кретање женама без вела у јавности. Практикују се јутарња и вечерња молитва у текији, уместо у џамији. Најважнији је ритуал „Аyn-i cem“, који слави Мухамедово путовање на небо и сећање на патњу дванаест имама. То је уједно и ритуал иницијације верника у дервишки ред.
Практикује се сема — ритуал слушања музике, свирања, плеса и рецитовања делова из Курана. Плес се састоји у вртењу дервиша у круг, у смеру супротном од казаљке на сату и истовременим вртењем око сопствене осе, симболишући тако кретање планета.
Практикује се и зикир — ритуал рецитовања делова Курана.
Славе се празници:
- Невруз - 22. март, обележава се Нова година по персијском календару, а слави рођење имама Алије
- Хидрилез - 6. мај, долазак пролећа
- Месец мухарем - пост у знак сећања на имама Хусеина и мученике Карбале

## Настанак и развој
Због оскудности историјских извора, настанак и развој бекташијства није могуће сагледати у потпуности. Настало је као један од суфијских покрета на Блиском истоку. Током 11. и 12. века бројни мисионари, познати као „Свеци из Хорасана”, долазили су на подручје Анадолије.
Према легенди, оснивач дервишког братства бекташија је био Хаџи-Бекташ (тур. Haci Bektaş Veli), у другој половини 13. века. Зна се да је рођен у Хорасану, у североисточном делу данашњег Ирана, у првој половини 13. века и да је већи део живота провео у Анадолији. Најстарији писани извори о њему потичу из 1295. године, затим из 1297, као и из 1306. године. Постоји и прича о Хаџи Бекташу у књизи песама о Џелалудину Румију (Celaleddin Rumi), писаној у периоду 1318—1358. Сви писани извори само оквирно говоре о времену у коме је он живео.
Међутим, према општеприхваћеној хронологији његовог живота, која се не слаже у потпуности с писаним изворима, а коју преносе његови следбеници, у виду четири реченице, рођен је 1248, у Анадолију је дошао 1281, живео је дведесет две године и умро је 1337. године по Грегоријанском календару. Постоји више легенди о томе како је добио име. Једна говори о томе да је његов отац Сејид Мухамед (тур. Sejjid Muhammed) био владар државе у Хорасану и да му је по рођењу дао име Бекташ, што у преводу значи „једнак принцу”. По истој легенди, његов учитељ Локман Преде, приликом одласка у Меку имао је визију Бекташа како се клања, па га је због тога прозвао Хаџи. Према неким ауторима назив Бекташ је настао од речи бек - што на турском значи господар, док таш представља стену.
Према писаним изворима и усменим предањима, Хаџи Бекташ је био лутајући дервиш, несвестан сопственог утицаја на следбенике. Упркос томе, његови први следбеници су били анадолијски Абдали, који су га називали „Пир”.
Следбеници бекташијства сматрају да Хаџи-Бекташ директно потиче из лозе Мухамеда.
Велики допринос развоју бекташијског реда дао је Балим Султан, који је током 1501. године постао вођа реда, са седиштем у Хаџи Бекташ Коју у Анадолији. Он је систематизовао учење, стандардизовао основне ритуале и створио идеал оличен у Хаџи-Бекташу. Балим Султан је касније проглашен за другог свеца заштитника.
До краја 14. века бекташизам се учврстио међу јаничарима. Неки историчари сматрају да је то последица чињенице да су јаничари махом били пореклом хришћанска деца, те да су због тога били наклоњенији народним облицима религије, него изворном исламу.
Крајем 16. века века јаничари су Хаџи-Бекташа званично признали за свог свеца заштитника. Од тада је по један бекташијски баба стално обитавао у њиховом корпусу. Бекташијски ред и јаничарска војска су постали толико нераздвојни да је сваки нови деде, који је биран за поглавара реда, долазио у јаничарске бараке у Цариграду да од аге јаничара прими круну.
Јаничари у администрацији, најближој султану, који су обављали послове поверљивог карактера, као и у специјалним приликама, церемонијама и војним смотрама су носили заркол, посебну врсту капе, као део униформе. Заркол спада у групу белих капа, коју су носили искључиво јаничари. Израђена је од дебелог ваљаног сукна, у облику рукава. Предњи део, обично украшен златном жицом са стилизованим орнаментима се стављао на главу. Други део, назан јатрма се забацивао уназад и спуштао се низ врат до средине леђа. Био је широк, облика рукава, отворен на задњем делу. Овај забачени део је покривајући врат, штитио носиоца од кише и хладноће. Порекло заркола се везује за бекташије. Јатрма је била успомена на рукав Хаџи-Бекташа. По традицији, јаничари окупљени у једно језгро, слати су Хаџи-Бекташу, који им је поклањао заставу, надевао име и благосиљао их. Том приликом је стављао рукав свог огртача на главу првог војника из групе изговарајући речи:
Нека ваше име буде јаничари, ваше лице чисто, ваше руке победничке, ваша сабља бритка, а копље убојито; да се увек враћате са победом и славом.
Заштитник бекташа и шиита, омиљено обележје јаничарских застава, а касније и симбол муслиманског ратништва је био зулфикар (тур. Zülfikar), сабља која је, по веровању, припадала пророку Мухамеду и његовом зету Алији. Јаничари су амблем ове сабље усецали на својим телима, углавном на грудима, рукама и ногама.
Током 17. и 18. века бекташијски ред се показао као један од најутицајнијих дервишких редова, чија је главна сврха била исламизација новоосвојених земаља, због чега су од османских власти имале политичку подршку која је започела још са Балим Султаном.
Након учесталих сукоба јаничарске војске са османском државом и војних неуспеха, као и због разуларености јаничара током владавине Селима II, Мухамед II се посветио питању реорганизације војске. Године 1825/26. је донео одлуку да се из свих попуњених јаничарских орти, каквих је било педесет једна, издвоји по 150 бораца и да образују нове јединице. Издао је посебан закон о организацији и обуци новоформираних јединица. Јаничари су одбили да прихвате оснивање нове војске, строгу дисциплину и нове обуке и 15. јуна 1826. су подигли устанак. Устанак је угушен, а јаничари сатерани у касарне које су бомбардоване и примењене су сурове мере које су значиле потпуно физичко уништење јаничара. Наредног дана су јавно оскрнављене светиње јаничара, а 17. јуна донето је решење о ликвидацији јаничарског оџака и о његовој анатеми. После овог догађаја који је назван „Благословени догађај” (Vak’a-i hayriye), предузете су опсежне мере за уништавање центра јаничарских побуна у провинцијама, као и за ликвидацију бекташијског дервишког реда, као најснажнијег моралног ослонца јаничара. Уместо јаничара, Мухамед II је најавио стварање војске обучених војника, под именом Победоносна Мухамедова војска.
И поред тога што је био забрањен, забрана се могла спроводити само на територији која се налазила под директном управом централне османске администрације. Бекташијски ред је наставио са својим деловањем на простору јужног дела Албаније и западне Македоније. Током последње четвртине 19. века се развио у независну верску заједницу, те постао један од стубова албанског националног покрета, а проширио је свој утицај и на територије Србије, део Косова и Метохије и Македоније. 
Један од начина на који се бекташијски ред ширио међу становништвом је био заузимање хришћанских светилишта, те поистовећивање својих светаца са свецима који су се поштовали у народу. Један од светаца који је послужио у ту сврху је био Сари Салтук. Сари Салтук је према бекташијском предању био лутајући дервиш, који је ширио ислам на простору Балкана током 13. века, још пре доласка Османлија. Најчешће је повезиван са Светим Николом и Светим Ђорђем, два најпоштованија свеца на тим просторима, које су славили како хришћански, тако и муслимански верници.
Осим тога, бекташијски ред никада није забрањивао хришћанска ходочашћа, чак их је подстицао и у својим светилиштима, а толерисао је и слављење хришћанских светаца, покушавајући истовремено да оствари верску надмоћ и вођство над њима.

## Бекташи и Албанија
За албанско политичко вођство, бекташијски ред је представљао најадекватнији инструмент за хомогенизацију албанског националног корпуса, односно сузбијање унутрашњих религијских подела међу њима.
Први снажнији талас ширења бекташијског реда у албанској популацији се догодио током политичког патроната Али Паше у периоду 1788—1822, око града Јањине, на северозападу данашње Грчке, кога османска администрација није сматрала управитељем области. Он је искористио организацију и верско учење бекташијског реда ради стицања наклоности и подршке локалног становништва и ширења свог политичког утицаја, те истицања своје независности од централне османске власти. На тај начин Али-паша је успео да повећа своју политичку моћ и прошири утицај и на југоисточни и централни део данашње Албаније. Истовремено је Бекташијски ред исламизовао велики број хришћана и повећао број следбеника.
Током 19. века, чак и након пораза Али Паше и забране из 1826, с обзиром на синкретички дух и са тенденцијом асимилације страних елемената, бекташијски ред је увео албански национализам у своју доктрину, што је повећало његову популарност и број следбеника.
Међутим, упркос великој популарности, бекташизам временом није успео да избрише постојеће верске поделе, нити ширење других, традиционалних верских заједница. Током Балканских ратова и Првог светског рата, већина текија је уништена. Двадесетих година 20. века бекташијски ред је увео и друге албанске националне елементе, као што су истицање албанске заставе и увођење албанског као званичног језика верске заједнице. Године 1932. Албанија је признала бекташијски ред као независну верску заједницу. У периоду након Другог светског рата, па све до 1990. у Албанији је био забрањен рад било које верске заједнице. Након тога је бекташијски ред наставио са деловањем, приказујући се као спона између хришћанства и ислама и као посебан феномен са својим центром у Албанији.
Бекташизам данас представља четврту верску заједницу, према броју верника у Албанији, а делује и у околним земљама где је настањено албанско становништво.
Током 2024. премијер Албаније Еди Рама објавио је идеју да бекташки ред добије своју суверену микродржаву у Албанији, попут Ватикана. Уколико буде основана, нова држава би се простирала на 27 хектара територије данашњег Светског центра бекташа који се од 1930. године налази се у источном делу албанске престонице.